# Campylopus crateris
Campylopus crateris är en bladmossart som beskrevs av Bescherelle 1880. Campylopus crateris ingår i släktet nervmossor, och familjen Dicranaceae. Inga underarter finns listade i Catalogue of Life.